# 南吉科泰
南吉科泰（Nanjikottai），是印度泰米尔纳德邦坦贾武尔县的一个城镇。总人口21898（2001年）。

## 人口
该地2001年总人口21898人，其中男性10881人，女性11017人；0—6岁人口2001人，其中男1019人，女982人；识字率80.61%，其中男性为85.53%，女性为75.75%。